# Борид диспрозия
Бори́д диспро́зия — бинарное неорганическое соединение
диспрозия и бора с формулой DyB4,
тетрагональные кристаллы.

## Получение
- Синтез из элементов

{\displaystyle {\mathsf {Dy+4B\ {\xrightarrow {T}}\ DyB_{4}}}}
- Реакция оксида диспрозия и карбида бора:

{\displaystyle {\mathsf {Dy_{2}O_{3}+2B_{4}C\ {\xrightarrow {T}}\ 2DyB_{4}+CO+CO_{2}}}}

## Физические свойства
Борид диспрозия образует кристаллы тетрагональной сингонии, параметры ячейки a = 0,7101 нм, c = 0,4017 нм, Z = 4.